# Chana Masson
Chana Franciela Masson de Souza (ur. 18 grudnia 1978 w Capinzal) – brazylijska piłkarka ręczna, reprezentantka kraju, grająca na pozycji bramkarki. Obecnie występuje w GuldBageren Ligaen, w drużynie Randers HK.

## Sukcesy

### klubowe
- mistrzostwo Hiszpanii 2003
- mistrzostwo Danii 2006, 2012
- wicemistrzostwo Danii 2010, 2011
- Puchar EHF 2010, 2011

## Nagrody indywidualne
- Najlepsza bramkarka:
  - Mistrzostwa Świata 2011